# Liste der Biografien/Wl
Liste der Biografien |
Portal Biografien |
Personensuche
# |
A |
B |
C |
D |
E |
F |
G |
H |
I |
J |
K |
L |
M |
N |
O |
P |
Q |
R |
S |
T |
U |
V |
W |
X |
Y |
Z |
?
 
Wa |
Wc |
Wd |
We |
Wh |
Wi |
Wj |
Wl |
Wn |
Wo |
Wr |
Ws |
Wt |
Wu |
Ww |
Wy |
Wz
Die Liste der Biografien führt alle Personen auf, die in der deutschsprachigen Wikipedia einen Artikel haben. Dieses ist eine Teilliste mit 121 Einträgen von Personen, deren Namen mit den Buchstaben „Wl“ beginnt.

## Wl

### Wla
- Wlach, Hermann (1884–1962), österreichischer Schauspieler
- Wlach, Leopold (1902–1956), österreichischer Klarinettist und Klarinettenpädagoge
- Wlach, Oskar (1881–1963), österreichischer Architekt
- Wlachopulos, Georgios (1939–2024), griechischer Künstler
- Wladár, Sándor (* 1963), ungarischer Schwimmer
- Wladarsch, Michael (* 1961), deutscher Kulturveranstalter und Grafiker
- Wladigerow, Pantscho (1899–1978), bulgarischer Pianist, Komponist und Musikprofessor
- Wladigerow, Todor (1898–1967), bulgarischer Wirtschaftswissenschaftler
- Wladika, Michael (* 1961), österreichischer Historiker und Jurist
- Wladika, Michael (* 1967), österreichischer römisch-katholischer Philosoph
- Wladimir I. († 1015), Großfürst der Kiewer RusWladimir I. († 1015)

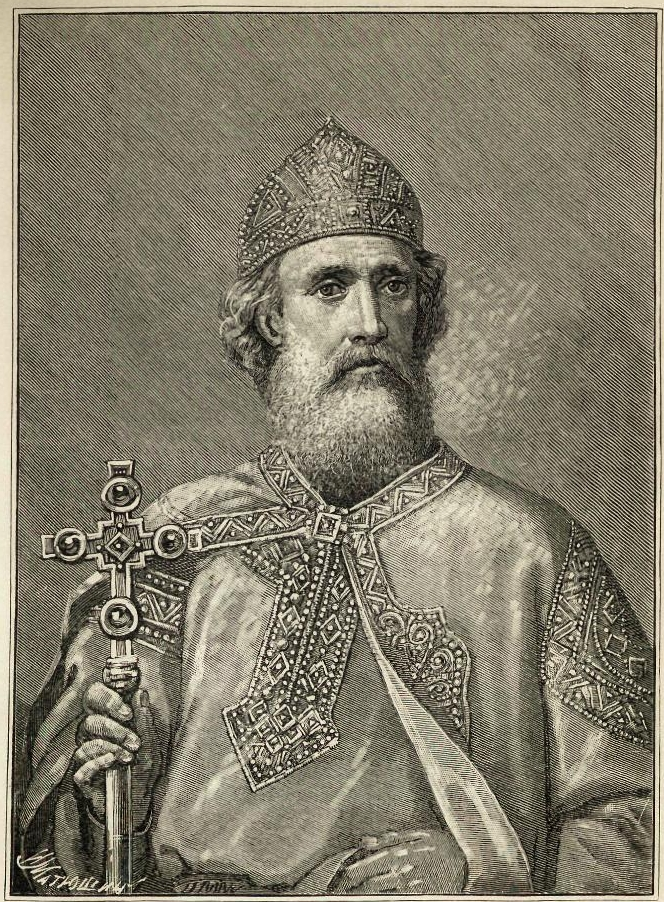
Wladimir I. († 1015)

- Wladimir Rassate, zweite Christlicher Herrscher Bulgariens
- Wladimir von Nowgorod (1020–1052), Fürst von Nowgorod (1034–1052) und möglicherweise Regent von Kiew (1048–1052?)
- Wladimir von Polozk († 1216), Fürst von Polozk
- Wladimirow, Boris Timofejewitsch (1929–1999), sowjetischer Schachspieler
- Wladimirow, Jakow Georgijewitsch (* 1935), russischer Schachkomponist
- Wladimirow, Jewgeni (* 1957), kasachischer Schachspieler
- Wladimirow, Wassili Sergejewitsch (1923–2012), russischer Mathematiker
- Wladimirsew, Sergeý (* 1953), sowjetisch-turkmenischer Sprinter
- Wladimirski, Leonid Wiktorowitsch (1920–2015), russischer Grafiker und Illustrator
- Wladimirzow, Boris Jakowlewitsch (1884–1931), russischer Mongolist, Sprachforscher, Ethnologe und Orientalist
- Wladislaus, Herzog von Teschen und Auschwitz
- Wladislaus († 1352), Herzog von Beuthen und Cosel
- Wladislaus (1296–1352), Herzog von Liegnitz
- Wladislaus († 1460), Herzog von Teschen (1431–1460), Herzog von Glogau (1442–1460)
- Wladislaus († 1494), Herzog von Zator
- Wladislaus I. († 1281), Herzog von Oppeln und Ratibor (1246–1281)
- Wladislaus II. († 1401), Herzog von Oppeln, Wielun und Kujawien, Statthalter im Königreich Polen und Rothreußen, Palatin von Ungarn
- Wladislaw von Schlesien (1237–1270), Herzog von Schlesien-Breslau, erwählter Bischof von Bamberg und Passau, Erzbischof von Salzburg, Administrator von Breslau
- Wladkow, Stojan (* 1991), bulgarischer Leichtathlet
- Władysław (1327–1388), Herzog von Kujawien
- Władysław der Krumme, polnischer Herzog
- Władysław I. († 1455), Herzog in Masowien
- Władysław I. Ellenlang (1260–1333), König von Polen
- Władysław I. Herman († 1102), Herzog von Polen (seit 1079)
- Władysław II. (1105–1159), Seniorherzog (Princeps) von Polen, Herzog von Schlesien
- Władysław II. (1448–1462), Herzog in Masowien
- Władysław II. Jagiełło († 1434), Großfürst von Litauen, König von Polen
- Władysław III. (1161–1231), Herzog von Polen
- Władysław III. (1424–1444), König von Polen, Ungarn und KroatienWładysław III. (1424–1444)

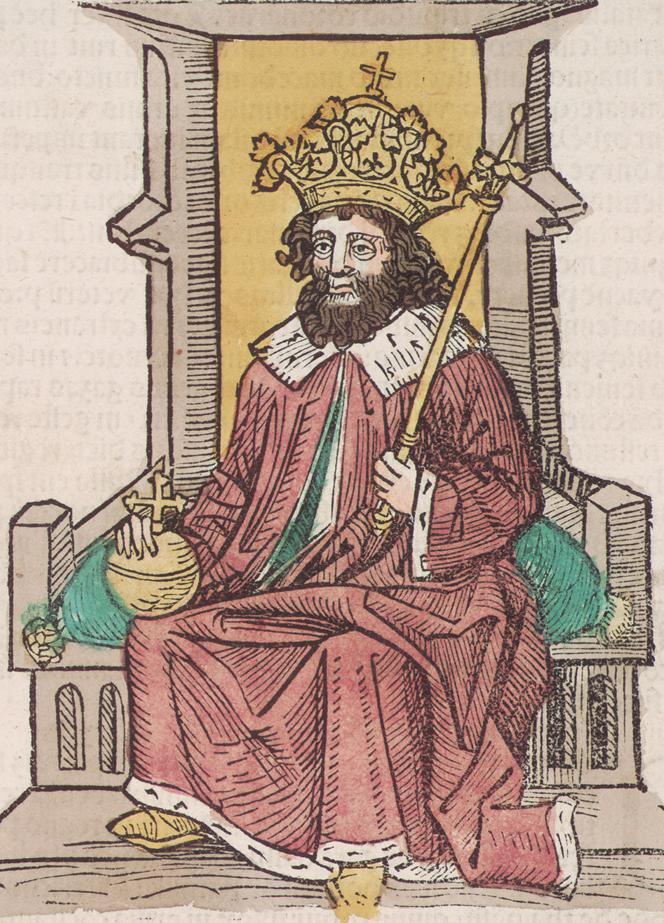
Władysław III. (1424–1444)

- Władysław IV. Wasa (1595–1648), polnischer König, quasi Zar von Russland
- Władysław Kazimierzowic († 1355), Prinz von Teschen
- Władysław Odonic (1190–1239), Herzog von Großpolen
- Wlasak, Andreas (* 1964), deutscher Designer
- Wlasak, Helmut (1930–2012), österreichischer Kammerschauspieler, Opernregisseur und Theaterintendant
- Wlaschek, Karl (1917–2015), österreichischer Unternehmer
- Wlaschek, Rudolf M. (1915–2010), deutscher Landeshistoriker
- Wlaschiha, Ekkehard (1938–2019), deutscher Opernsänger (Bassbariton)
- Wlaschiha, Tom (* 1973), deutscher Schauspieler und SynchronsprecherTom Wlaschiha (* 1973)

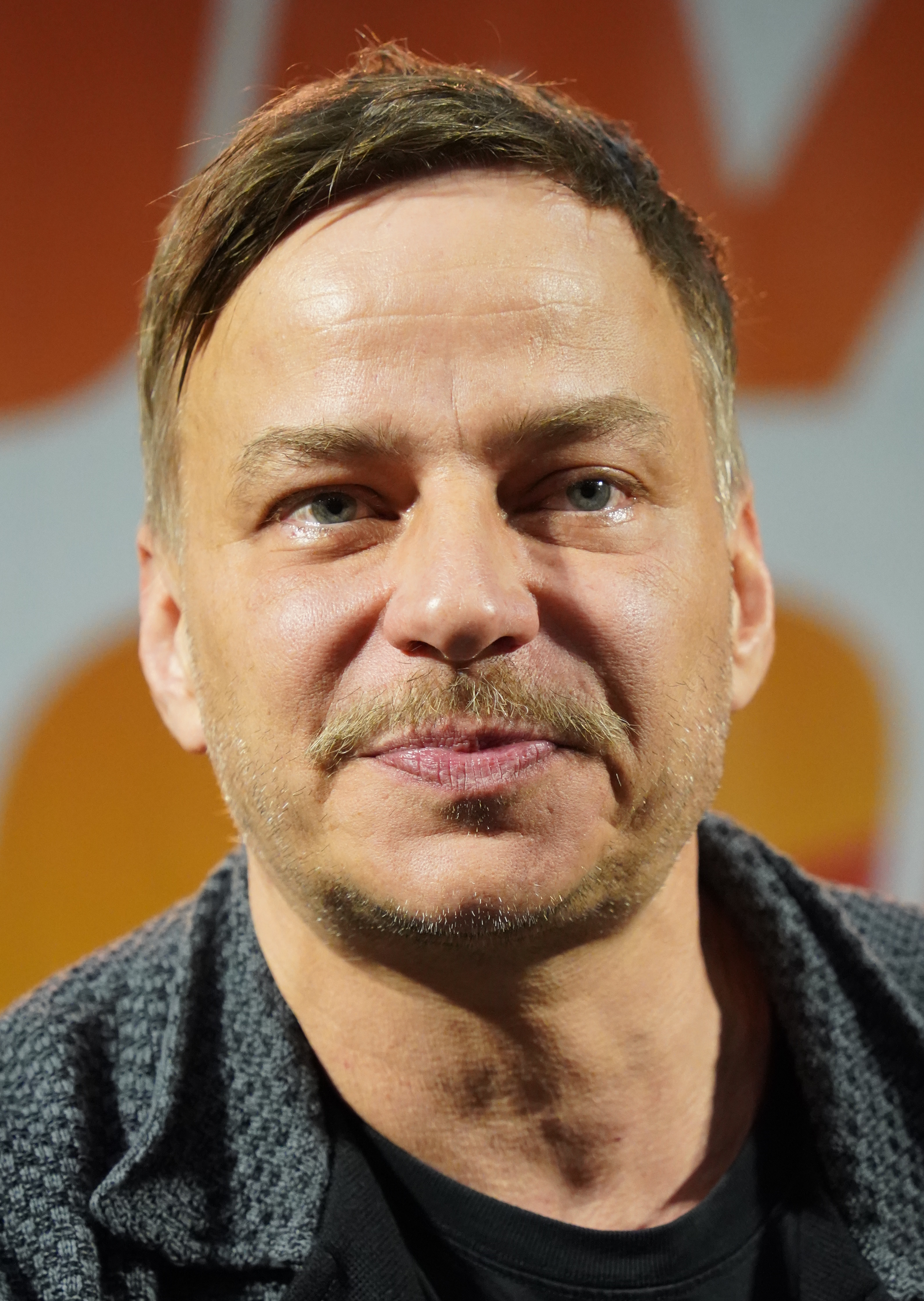
Tom Wlaschiha (* 1973)

- Wlassack, Eduard (1841–1904), Jurist in der Verwaltung der Wiener Hoftheater
- Wlassak, Moriz (1854–1939), österreichischer Jurist und Rechtshistoriker
- Wlassak, Rudolf (1865–1930), österreichischer Physiologe, Nervenarzt und Vorkämpfer der Antialkoholbewegung
- Wlassenko, Lew Nikolajewitsch (1928–1996), russischer Pianist und Klavierpädagoge
- Wlassenko, Wassili Iwanowitsch (1928–2020), sowjetischer Hindernisläufer
- Wlassenkow, Dmitri Wjatscheslawowitsch (* 1978), russischer Eishockeyspieler
- Wlassics, Gyula (1852–1937), ungarischer Politiker, Jurist und Minister für Kultus und Unterricht
- Wlassny, Rudolf (1922–2004), deutscher Fußballspieler
- Wlassow, Alexander Anatoljewitsch (* 1996), russischer Radrennfahrer
- Wlassow, Alexander Michailowitsch (* 1956), sowjetischer Eiskunstläufer und Eiskunstlauftrainer
- Wlassow, Alexander Wassiljewitsch (1900–1962), russischer Architekt und Hochschullehrer
- Wlassow, Alexander Wladimirowitsch (1932–2002), sowjetischer Politiker, Ministerpräsident der RSFSR, Innenminister der Sowjetunion
- Wlassow, Anatoli Alexandrowitsch (1908–1975), sowjetischer Physiker
- Wlassow, Andrei Andrejewitsch (1901–1946), sowjetischer GeneralleutnantAndrei Andrejewitsch Wlassow (1901–1946)

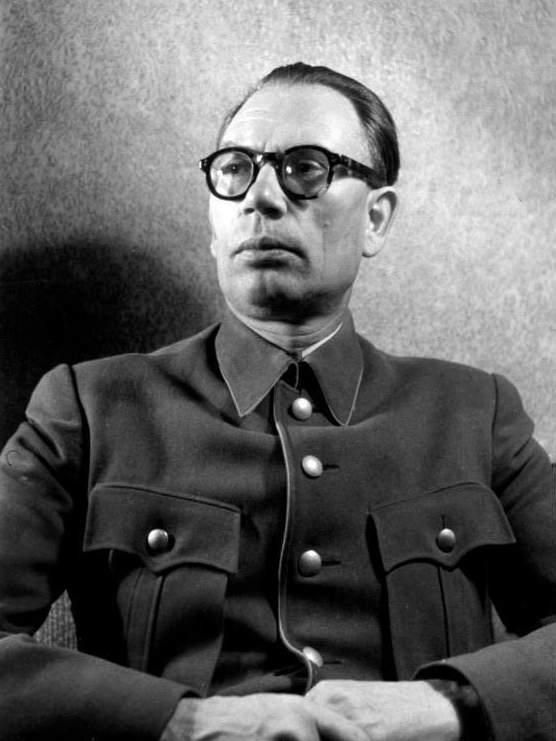
Andrei Andrejewitsch Wlassow (1901–1946)

- Wlassow, Juri Petrowitsch (1935–2021), sowjetischer Gewichtheber
- Wlassow, Maxim Sergejewitsch (* 1986), russischer Boxer
- Wlassow, Roman Andrejewitsch (* 1990), russischer Ringer
- Wlassow, Sergejewitsch Grigori (* 1984), russischer Tischtennisspieler
- Wlassow, Walentin Alexandrowitsch (1947–2017), sowjetisch-russischer KGB-Offizier
- Wlassow, Wassili Sacharowitsch (1906–1958), russischer und sowjetischer Bauingenieur
- Wlassow, Wiktor Alexejewitsch (* 1951), sowjetischer Sportschütze
- Wlassow, Wladimir (* 1958), sowjetischer Skispringer
- Wlassow, Wladimir Alexandrowitsch (1903–1986), russischer Komponist
- Wlassowa, Anastassija (* 1996), kasachische Fußballspielerin
- Wlassowa, Sofija (* 1991), ukrainische Shorttrackerin
- Wlassowa, Tatjana Germanowna (* 1977), russische Ski-Orientierungsläuferin
- Wlassowa, Tatjana Wladimirowna (1915–2008), sowjetische bzw. russische Geographin und Hochschullehrerin
- Wlassowetz, Poljak (* 1986), deutscher Schriftsteller, Verleger und Politologe
- Wlazły, Mariusz (* 1983), polnischer Volleyballspieler
- Wlazny, Dominik (* 1986), österreichischer Musiker, Kabarettist und Politiker der BierparteiDominik Wlazny (* 1986)

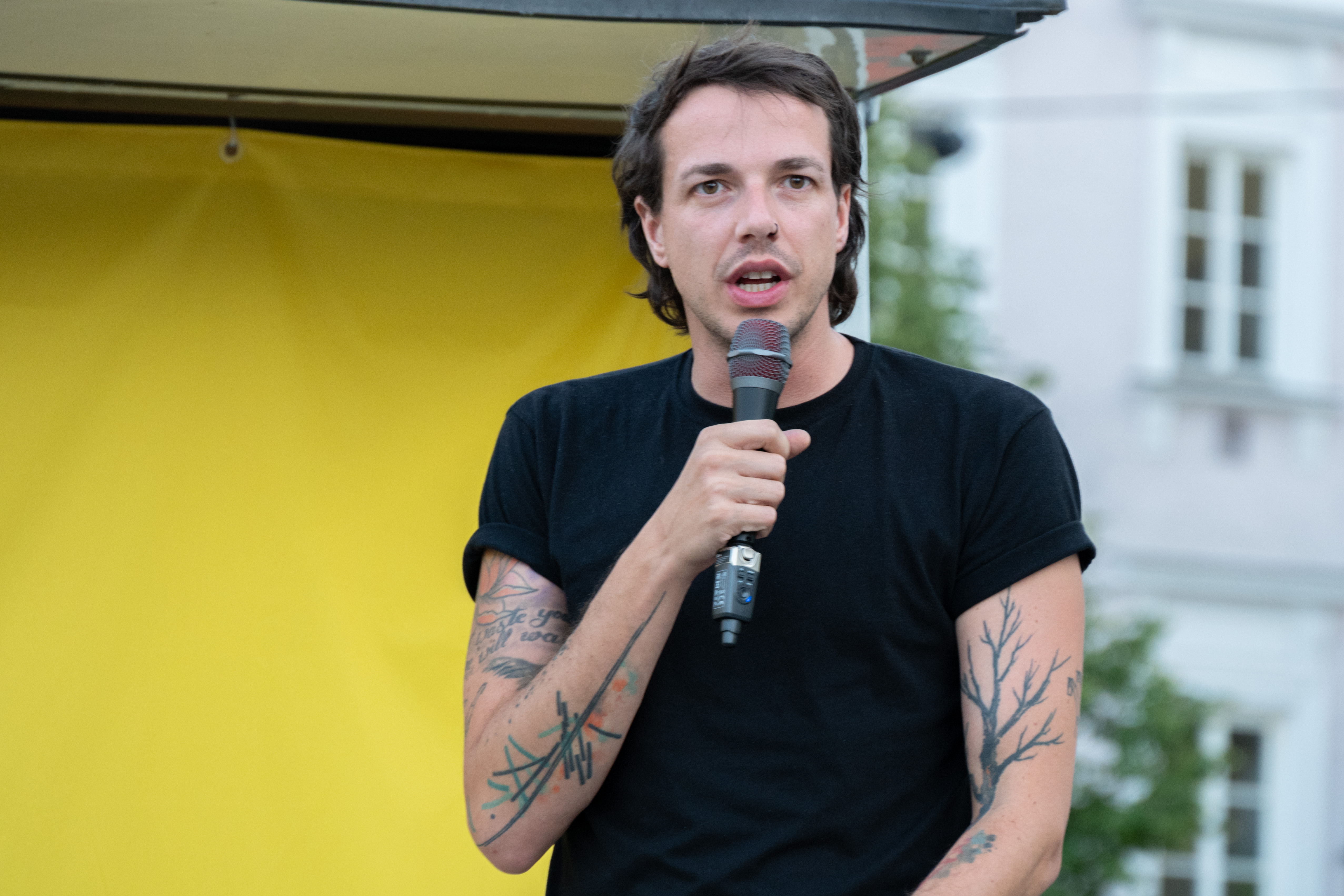
Dominik Wlazny (* 1986)

### Wlc
- Wlcek, James (* 1964), US-amerikanischer Schauspieler

### Wle
- Wleklak, Damian (* 1976), polnischer Handballspieler und -trainer
- Wlezcek, Petra (* 1966), österreichische Skibobfahrerin
- Wlezien, Christopher (* 1961), US-amerikanischer Politikwissenschaftler

### Wli
- Wlislocki, Heinrich von (1856–1907), siebenbürgischer Sprachwissenschaftler und Volkskundler

### Wlk
- Wlk, Jelena (* 1993), deutsche Volleyball- und Beachvolleyballspielerin

### Wlo
- Wloch, Karl (1905–1982), deutscher SED-Funktionär
- Wloch, Pascal (* 1978), deutscher Politiker (AfD)
- Wloch, Wilhelm (1897–1939), deutscher Kommunist, der Opfer der Stalinschen Säuberungen wurde
- Wlodarczak, Charles (* 1983), kanadischer Skeletonsportler
- Wlodarczak, Karolina (* 1987), australische Tennisspielerin
- Włodarczyk, Agnieszka (* 1980), polnisches Popsängerin und Schauspielerin
- Włodarczyk, Anita (* 1985), polnische Hammerwerferin
- Włodarczyk, Anna (* 1951), polnische Weitspringerin
- Włodarczyk, Dominika (* 2001), polnische Radrennfahrerin
- Włodarczyk, Edward (1946–2021), polnischer Geschichtswissenschaftler
- Włodarczyk, Jerzy (* 1954), polnischer Sprinter
- Włodarczyk, Krzysztof (* 1961), polnischer Geistlicher, römisch-katholischer Bischof von Bydgoszcz
- Włodarczyk, Krzysztof (* 1981), polnischer Boxer
- Włodarczyk, Marek (* 1954), polnischer SchauspielerMarek Włodarczyk (* 1954)

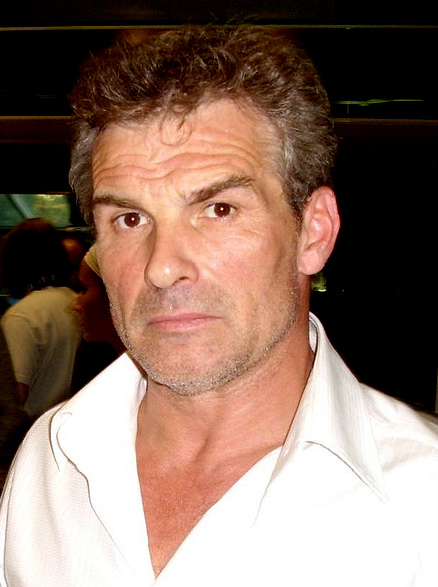
Marek Włodarczyk (* 1954)

- Włodarczyk, Mirosław (* 1959), polnischer Leichtathlet
- Włodarczyk, Piotr (* 1977), polnischer Fußballspieler
- Włodarczyk, Szymon (* 2003), polnischer Fußballspieler
- Włodarczyk, Urszula (* 1965), polnische Leichtathletin
- Wlodarek, Eva (* 1947), deutsche Psychologin und Autorin
- Włodarski, Marek (1903–1960), polnischer Maler
- Wloemer, Johann Heinrich (1726–1797), deutscher Jurist
- Wloka, Anna (* 1993), polnische Kugelstoßerin
- Wloka, Hans (1925–1976), deutscher Fußballspieler
- Wloka, Hans-Jürgen (* 1951), deutscher Fußballspieler
- Wloka, Joseph (* 1929), deutscher Mathematiker und Hochschullehrer
- Wloka, Peter (* 1953), deutscher Fußballspieler
- Wloka, Timon (* 1993), deutscher Schauspieler
- Wlome, Arnold († 1329), deutscher Kaufmann und Ratsherr der Hansestadt Lübeck
- Wlömer, Ernst Ludwig (1773–1831), preußischer Beamter, Regierungspräsident von Gumbinnen
- Włosik, Krzysztof (* 1957), polnischer Bogenschütze
- Wlosok, Antonie (1930–2013), deutsche Klassische Philologin
- Włosowicz, Jacek (* 1966), polnischer Politiker, MdEP
- Włosowicz, Zbigniew (* 1955), polnischer Jurist und Diplomat
- Włostowic, Piotr († 1153), polnischer Adliger, Statthalter in Schlesien
- Włoszczowska, Maja (* 1983), polnische Mountainbike-Marathon-Fahrerin
- Wlotzke, Otfried (1926–2018), deutscher Jurist und Hochschullehrer